# 吉田雅己
吉田 雅己（よしだ まさき、1994年9月30日 - ）は、北海道札幌市出身の日本の男子卓球選手。右シェーク両面裏ソフトドライブ型。ITTF世界ランキング最高位は18位。Tリーグは金沢ポート所属。

## 経歴
北海道札幌市出身。父はインターハイベスト16、母は実業団拓殖銀行の選手、上の2人の兄も卓球経験者という、卓球一家に生まれた。
6歳で自宅横の卓球場ではじめ、円山クラブに所属した。
全日本バンビ2位、カブ3位、そして小6でカデット（13歳以下）で全国初タイトルを獲得。
青森山田中・高に進学し、全中・インターハイのシングルスでも優勝。
2012年の世界ジュニアではシングルスでベスト8入り。
2013年に愛知工大へ進学し、ドイツ・ブンデスリーガに参戦して、2013-14シーズンから2015-16シーズンにかけてブンデスリーガ1部のグレンツァオに在籍した。
2017年に協和醗酵キリンへ。
2018-19シーズンから Tリーグの岡山リベッツに加入し、2021-22シーズンから木下マイスター東京に移籍した。

## プレースタイル
前陣でのプレーを主とし、両ハンドでの速い攻めが特徴。サービス、台上技術も得意で、3球目、4球目で一気に相手をたたみ掛けるようなスタイル

## 主な戦歴
2002年
- 全日本卓球選手権大会 バンビの部 男女シングルス 準優勝

2004年
- 全日本卓球選手権大会 カブの部 男子シングルス 3位

2006年
- 全日本卓球選手権大会 カデットの部 13歳以下男子シングルス 優勝

2007年
- 全日本卓球選手権大会 カデットの部 14歳以下男子シングルス 準優勝

2009年
- 全国中学校卓球大会 男子シングルス 優勝

2011年
- 平成22年度全日本卓球選手権大会 ジュニア男子シングルス 準優勝

2012年
- 平成23年度全日本卓球選手権大会 ジュニア男子シングルス 準優勝
- インターハイ 男子シングルス 優勝、男子ダブルス 準優勝

2013年
- ITTFワールドツアー ジャパンオープン U21 3位

2013年
- ITTFワールドツアー チェコオープン U21 優勝

2014年度
- 第81回全日本学生卓球選手権大会 男子シングルス 3位
- ITTFワールドツアー スウェーデンオープン U21 優勝

2015年
- 第20回ジャパントップ12卓球大会 男子シングルス 3位
- ITTFワールドツアージャパンオープン・荻村杯 U21 準優勝
- ITTFワールドツアー韓国オープン　ダブルス3位 U21 優勝
- ITTFワールドツアーグランドファイナル U21 3位

2016年
- 平成27年度全日本卓球選手権大会 男子ダブルス 優勝（水谷隼ペア）

2017年
- 日本卓球リーグ40周年記念2017シチズンカップ日本卓球リーグ選手権大会 男子ダブルス 優勝

2020年
- 2019年度全日本卓球選手権大会 男子シングルス 3位